# Seznam francoskih inženirjev
Seznam francoskih inženirjev.

## A
- Jean-Charles Alphand
- Louis Armand

## B
- Georges Bégué
- Louis-Emile Bertin
- Fulgence Bienvenüe
- Bernard Forest de Bélidor
- Claude Bourdet
- Jacques Antoine Charles Bresse (1822 - 1883)

## C
- Albert Caquot (1881 - 1976)
- Lazare Carnot
- Marie Adolphe Carnot
- Ferdinand Carré
- Giovanni Domenico Cassini
- Augustin Louis Cauchy
- Antoine Alphonse Chassepot
- Michel Chevalier
- Benoit Paul Émile Clapeyron
- Georges Claude
- Gaspard-Gustave Coriolis (1792—1843)
- Louis de Cormontaigne
- Charles Augustin de Coulomb (1736—1806)

## D
- Marcel Dassault (1892-1986)
- Marcel Deprez
- Gérard Desargues
- Charles Deutsch
- Pierre Charles François Dupin
- Jean-Pierre Dupuy
- Joseph Dutens

## E
- Gustave Eiffel
- Robert Esnault-Pelterie

## F
- Henri Farman ?
- Bénoit Fourneyron

## G
- Hubert Gautier
- Philippe de Girard
- Pierre Girard
- Alain Glavieux
- Édouard Gruner

## H
- Pierre Henri Hugoniot

## K
- Maurice Koechlin
- Arthur Krebs

## L
- Jacques Laffitte
- Étienne Lenoir (Jean J. Lenoir)
- Sébastien Le Prestre de Vauban
- André Lévêque
- Maurice Lévy (1838 - 1910)
- Louis Maurice Adolphe Linant de Bellefonds

## M
- Alain Manesson Mallet
- Étienne Louis Malus
- Charles Joseph Minard

## N
- Claude-Louis Navier
- Henri Navier

## O
- Philbert Maurice d'Ocagne

## P
- Peter iz Maricourta, 13. stol.
- Henri Pitot (1695 - 1771)
- Pierre Guillaume Frederic le Play
- Julien Péridier (1882 – 1967)
- Gaspard de Prony

## R
- Charles Renard

## S
- Marc Séguin

## T
- Théodore Cornut
- Henri Tresca

## V
- Sébastien Le Prestre de Vauban
- Jacques de Vaucanson
- Léonce Verny
- Boris Vian
- Louis Vicat
- Villard de Honnecourt
- Brutus de Villeroi
- Michel Virlogeux

## Y
- Vladimir Yourkevitch